# Nicolás Gutkeled
Nicolás Gutkeled (en croata: Nikola Gut-Keled), fue un noble croata y ban de Croacia en 1275. Era hijo de Esteban Gutkeled, ban de toda Eslavonia, y se le menciona como ban de toda Croacia y Dalmacia y príncipe de Gacka y ban de Croacia Litoral. En las fuentes, solo se menciona en varios documentos de 1275, cuando confirmó a la gente de Trogir las tierras que les dio Bela IV de Hungría y les devolvió la propiedad de Klobučar, que les fue robada por su padre Esteban.